# Single Best (day after tomorrowのアルバム)
『single Best』（シングル・ベスト）は、日本の音楽ユニット・day after tomorrowが2005年8月17日にavex traxから発売した1枚目のベストアルバムである。

## 内容
前作『day alone』から約5か月ぶりにして、初のベストアルバム。アルバム『complete Best』と同時発売され、2作品を以って活動休止した。
タイトル通り所詮シングル・コレクションとなっており、既発シングルの表題曲と新録曲で構成されている。
初回受注限定プライス盤と通常盤の2形態で発売されたが、収録内容に相違はなく値段だけ違う形となっている。
オリコンチャート初登場2位を獲得。『elements』以来3作ぶりにトップ3入りを果たし、アルバムとしては最高位を更新した。

## 収録曲
| #            | タイトル             | 作詞              | 作曲      | 編曲                                   | 時間  |
| ------------ | -------------------- | ----------------- | --------- | -------------------------------------- | ----- |
| 1.           | 「faraway」          | misono            | 北野正人  | 石塚知生、五十嵐充                     | 5:14  |
| 2.           | 「My faith」         | misono            | 鈴木大輔  | 五十嵐充、day after tomorrow           | 5:11  |
| 3.           | 「futurity」         | misono            | 鈴木大輔  | 五十嵐充、day after tomorrow           | 4:30  |
| 4.           | 「Stay in my heart」 | misono            | 鈴木大輔  | 石塚知生、五十嵐充、day after tomorrow | 5:21  |
| 5.           | 「CURRENT」          | misono            | 北野正人  | 五十嵐充、day after tomorrow           | 5:20  |
| 6.           | 「Smartly」          | misono            | 鈴木大輔  | 石塚知生、day after tomorrow           | 4:18  |
| 7.           | 「Starry Heavens」   | misono            | 鈴木大輔  | 五十嵐充、day after tomorrow           | 4:48  |
| 8.           | 「ネバーランド」     | misono            | 北野正人  | 五十嵐充、day after tomorrow           | 4:42  |
| 9.           | 「Dear Friends」     | Yoshi、misono     | 鈴木大輔  | 五十嵐充、day after tomorrow           | 4:44  |
| 10.          | 「螢火」             | 五十嵐充          | 鈴木大輔  | 五十嵐充、day after tomorrow           | 6:27  |
| 11.          | 「lost angel」       | 五十嵐充          | 鈴木大輔  | 五十嵐充、day after tomorrow           | 5:16  |
| 12.          | 「君と逢えた奇蹟」   | 五十嵐充          | 鈴木大輔  | 五十嵐充、day after tomorrow           | 4:43  |
| 13.          | 「ユリノハナ」       | 五十嵐充          | 鈴木大輔  | 五十嵐充、day after tomorrow           | 3:51  |
| extra track. | 「Pride」            | misono、Kenn Kato | 鈴木大輔  | 五十嵐充、day after tomorrow           | 5:33  |
| 合計時間:    | 合計時間:            | 合計時間:         | 合計時間: | 合計時間:                              | 69:58 |

### 解説
1. faraway
1stシングルの表題曲。
2. My faith
2ndシングルの表題曲。
3. futurity
3rdシングルの表題曲。
4. Stay in my heart
4thシングルの表題曲。
5. CURRENT
トリプルA面からなる、5thシングルの表題1曲目。
6. Smartly
トリプルA面からなる、5thシングルの表題3曲目。今作にてアルバム初収録。
7. Starry Heavens
トリプルA面からなる、6thシングルの表題1曲目。
8. ネバーランド
トリプルA面からなる、6thシングルの表題2曲目。今作にてアルバム初収録。
9. Dear Friends
両A面からなる、7thシングルの表題1曲目。
10. 螢火
両A面からなる、8thシングルの表題1曲目。
11. lost angel
トリプルA面からなる、9thシングルの表題1曲目。
12. 君と逢えた奇蹟
トリプルA面からなる、10thシングルの表題1曲目。
13. ユリノハナ
11thシングルの表題曲。
14. Pride
エクストラトラックの新録曲。

## 参加ミュージシャン
day after tomorrow
- misono：Vocals
- 北野正人：Guitar
- 鈴木大輔：Keyboards

support musician
- 五十嵐充：Programming & Keyboards (全曲)
- 石塚知生：Programming & Keyboards (#1,4,6)
- 加藤薫：Electric Guitar & Acoustic Guitar (全曲)
- 川村ゆみ：Backing Vocals (#9〜13)
- 広谷順子：Backing Vocals (#10)

## タイアップ
- シネカノン配給映画『南極日誌』日本版イメージソング (#14)